# Rytwiany
Rytwiany est une commune rurale de la voïvodie de Sainte-Croix et du powiat de Staszów au sud-est de la Pologne. Elle est le siège de la gmina de Rytwiany et comptait 1 672 habitants lors du recensement de 2002, 1 821 lors de celui de 2005 et 1921 lors de celui de 2021. Cette commune rurale, qui comprend un certain nombre de villages, couvre une superficie de 126,3 kilomètres carrés.
La localité a fait partie de la Voïvodie de Tarnobrzeg de 1975 à 1998.

## Histoire
Rytwiany appartient à la province historique de Petite-Pologne. Le premier propriétaire documenté du village est un noble, Piotr Bogoria Skotnicki, au XIIIe siècle ; au fil des siècles, Rytwiany a appartenu à plusieurs propriétaires, dont le cardinal Wojciech Jastrzębiec au XVe siècle, la famille Lubomirski, la famille Potocki et la famille Radziwill. Un proche parent de Wojciech Jastrzębiec, Dziersław de Rytwiany (1414-1478), est castellan de Cracovie  et voïvode de Cracovie, de Sandomierz et de Sieradz.
De 1425 à 1436, Wojciech Jastrzębiec y fait construire un château ; en partie détruit en 1657 lors des guerres, il est habité jusqu'au XIXe siècle ; tombé en ruines, il est démoli en 1859 : il en subsiste l'angle en briques d'une tour fortifiée.
En 1621, à la demande de Jan Tęczyński, gouverneur de Cracovie et staroste de Rytwiany, des moines camaldules s'y installent et construisent une abbaye et une église, sous le vocable de l'Annonciation. Les moines quittent le village en 1819 pour s'installer à Varsovie ; l'église est devenue l'église paroissiale locale.
De 1853 à 1855, la famille Radziwill, dernier propriétaire du village, y construit un palais (pl) ; rénové en 2005, il est devenu un hôtel.

## Personnalités liées
- Łukasz Opaliński (de) (1612-1666), écrivain politique, mort à Rytwiany.

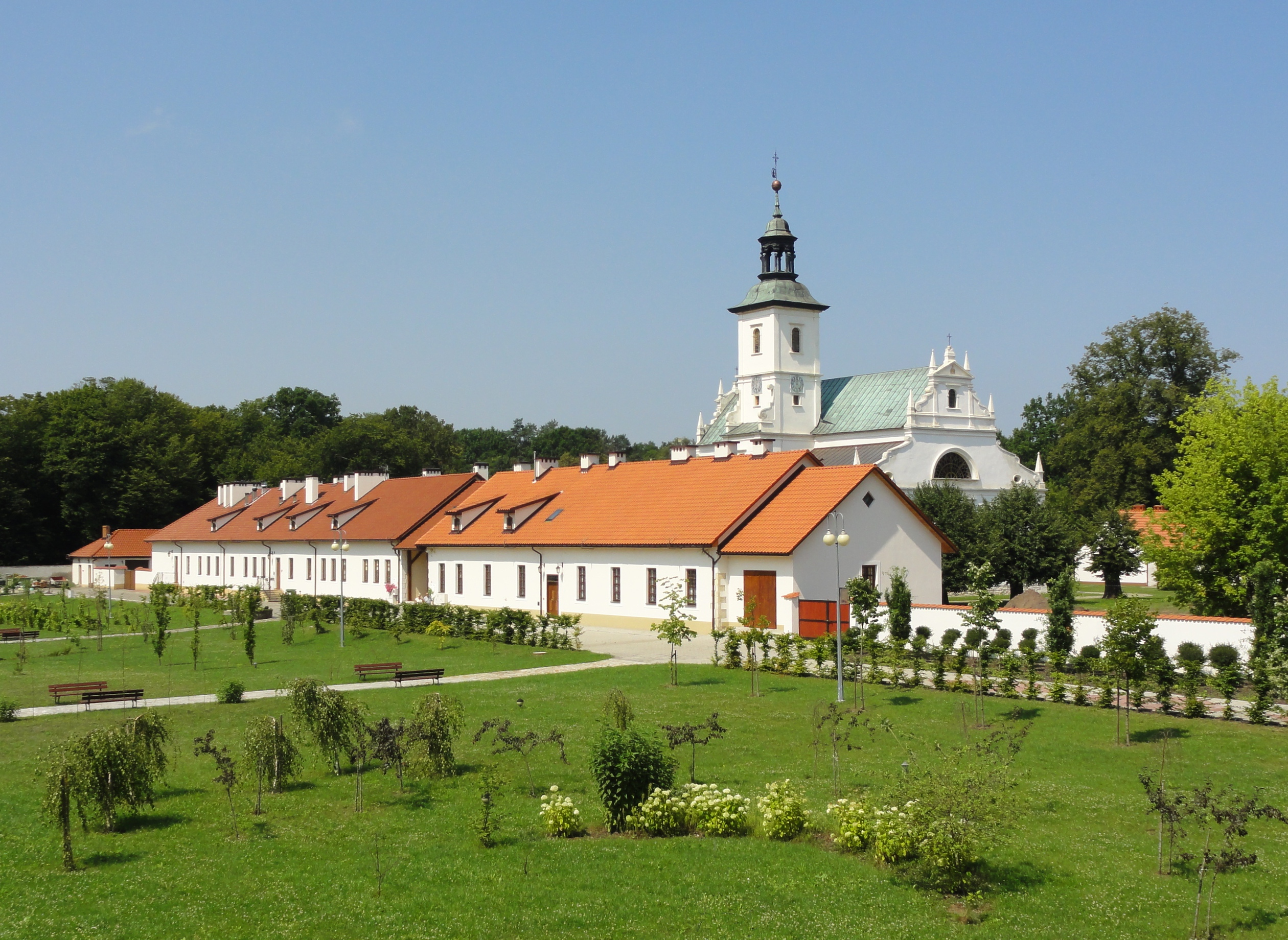
Monastère camaldule de Rytwiany.
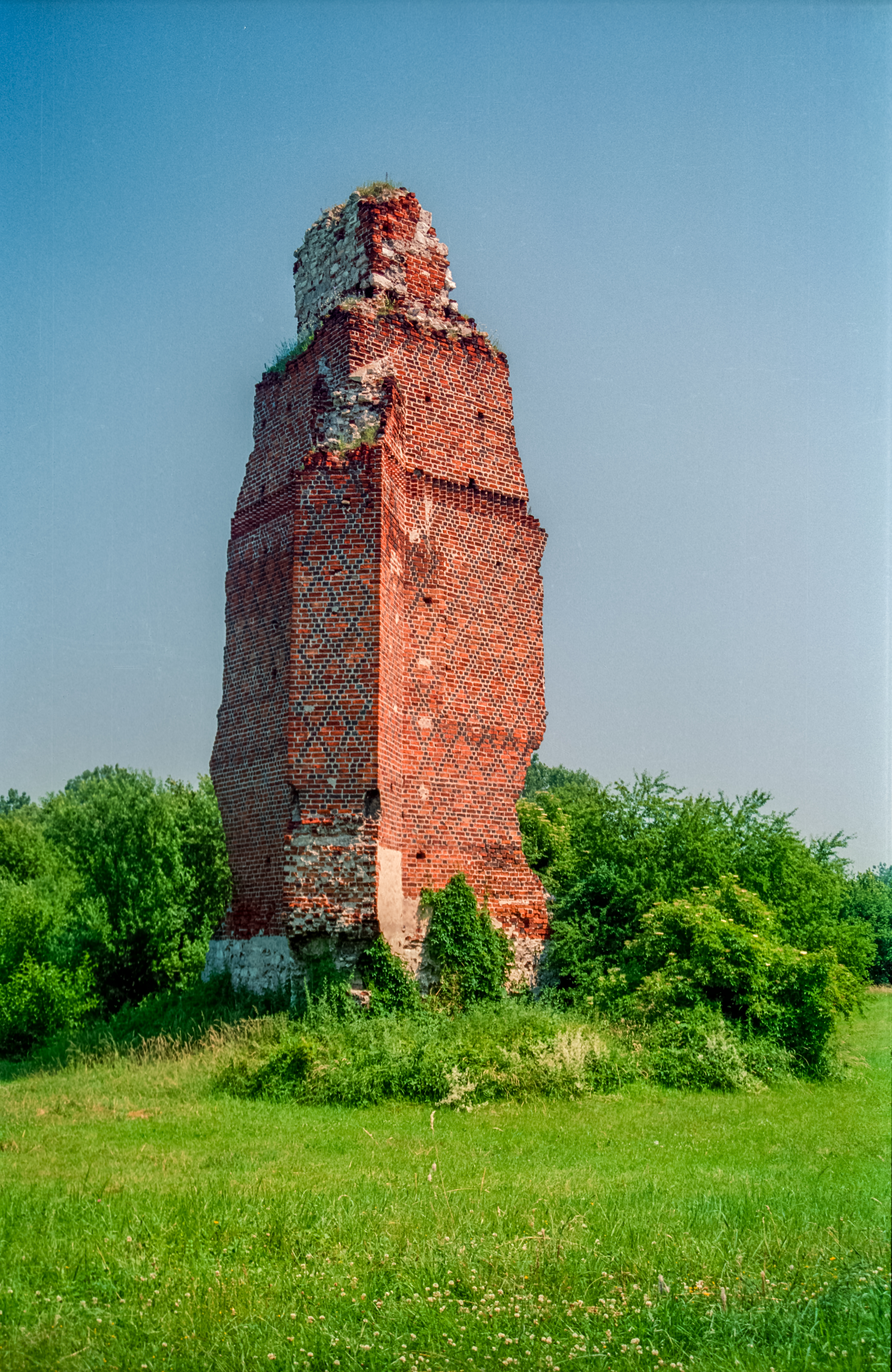
Tour en ruines du château.
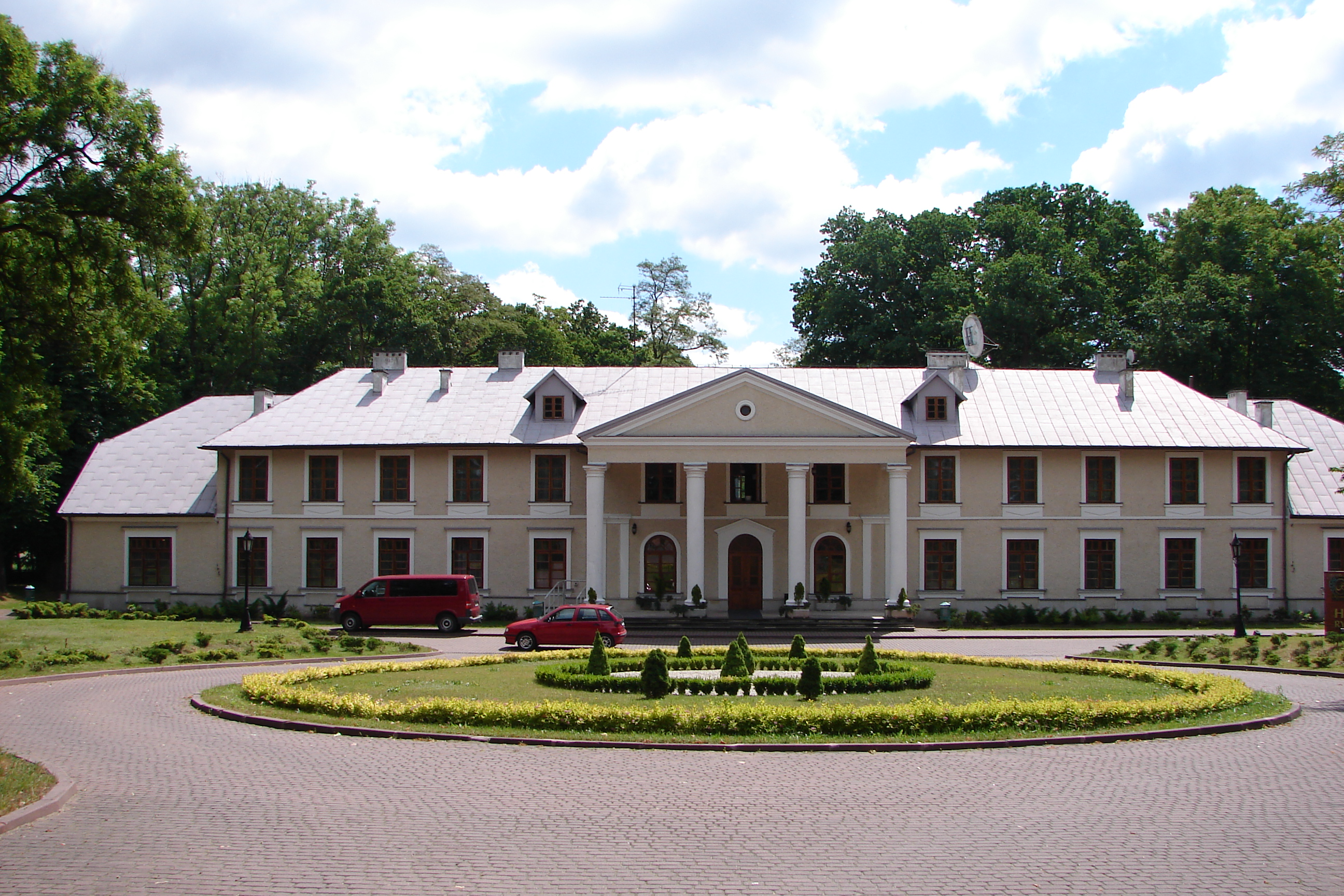
Ancien palais Radziwill, devenu hôtel.